# Joey Jordison
Pour les articles homonymes, voir Joey.
Joey Jordison, de son vrai nom Nathan Jonas Jordison, né le 26 avril 1975 à Des Moines aux États-Unis et mort le 26 juillet 2021 dans la même ville, est un musicien américain de metal.
Joey Jordison est principalement connu pour être le batteur du groupe de nu metal Slipknot de la fondation du groupe en 1995 jusqu'à son éviction de celui-ci fin 2013 ; il occupait également la place de guitariste dans le groupe Murderdolls, plus orienté horror punk.
Il fonde Scar The Martyr en 2013, groupe orienté metal alternatif, ou encore VIMIC en 2016 ; et intègre la place de batteur au sein de Sinsaenum.
Dans Slipknot, chaque membre porte un numéro, le sien était le numéro 1 car il déclarait avoir l'impression de tout porter sur ses épaules. Il était toujours le premier sur scène et le dernier à partir.
Il avait l'habitude d'appeler les fans de Slipknot des « maggots » qui signifie « asticots », simplement du fait que depuis la scène, la foule qui saute et remue lui faisait penser à des asticots.

## Biographie

### Jeunesse
Joey Jordison est né le 26 avril 1975 au Mercy Hospital de la ville de Des Moines en Iowa, aux États-Unis. Il grandit dans la ville de Waukee à une quinzaine de kilomètres de là. Durant sa jeunesse, il doit régulièrement subir les moqueries de ses camarades de classe, à cause de sa petite taille (à peu près 1,60 m) et de son caractère introverti. Il commence la guitare à l'âge de cinq ans, et s'intéresse beaucoup à la musique. Il devient notamment fan de Black Sabbath, dont il a entendu parler pour la première fois à six ans, puis s'intéresse à Slayer, Kiss, Venom, Cannibal Corpse ou encore Mercyful Fate. Arrivé au lycée, Jordison monte un groupe avec des amis, où il prend la place de guitariste. Il doit rapidement s'occuper de la batterie à cause de la médiocrité de leur batteur. Ce groupe ne lui permettant pas de gagner suffisamment d'argent, il travaille la nuit dans une station-service appelée Sinclair's et dans un magasin de disque appelé Music Land.

### Carrière
Un jour, son meilleur ami lui présente Corey Taylor, mais ce dernier ne lui fera pas bonne impression. Quelques mois plus tard, en 1995, Joey intègre un groupe naissant en tant que batteur : The Pale Ones, qui deviendra après quelques ajustement de line-up, nom et logo, Slipknot. Le groupe est alors formé de six membres :
- Anders Colsefni : Chant / Percussions
- Joey Jordison : Batterie
- Josh Brainard : Guitare
- Donnie Steele : Guitare
- Paul Gray : Basse
- Shawn Crahan : Percussions

L'album Mate.Feed.Kill.Repeat est enregistré avec cette formation, et parait le 31 octobre 1996, jour d'Halloween.
Durant la tournée de promotion de l'album Iowa, sorti en 2001, Joey effectuait à chaque concert un solo où la batterie, montée sur des vérins, tournait puis s'inclinait pour se retrouver à la verticale.
Il a été choisi pour être l'un des quatre chefs de projet de l'album anniversaire de Roadrunner, le label de Slipknot. Il a ainsi collaboré avec différents artistes du label pour préparer cinq chansons sur l'album.
Joey adopte un jeu technique, très rapide et très habile, s'apparentant davantage à celui d'un batteur de death metal ou de black metal que de nu metal, le genre dans lequel officie Slipknot. Son jeu est d'ailleurs un des points forts du groupe. En 2010, il avait été élu meilleur batteur des 25 dernières années par les lecteurs du magazine Rythm, spécialisé dans la batterie. 

#### Slipknot
Joey Jordison est donc un des membres fondateurs de Slipknot, ainsi qu'un des principaux compositeurs du groupe jusqu'à son départ fin 2013. Il a participé aux cinq premiers albums (Mate. Feed. Kill. Repeat., Slipknot, Iowa, Vol.3: (The Subliminal Verses) et All Hope Is Gone).

##### Origine du masque

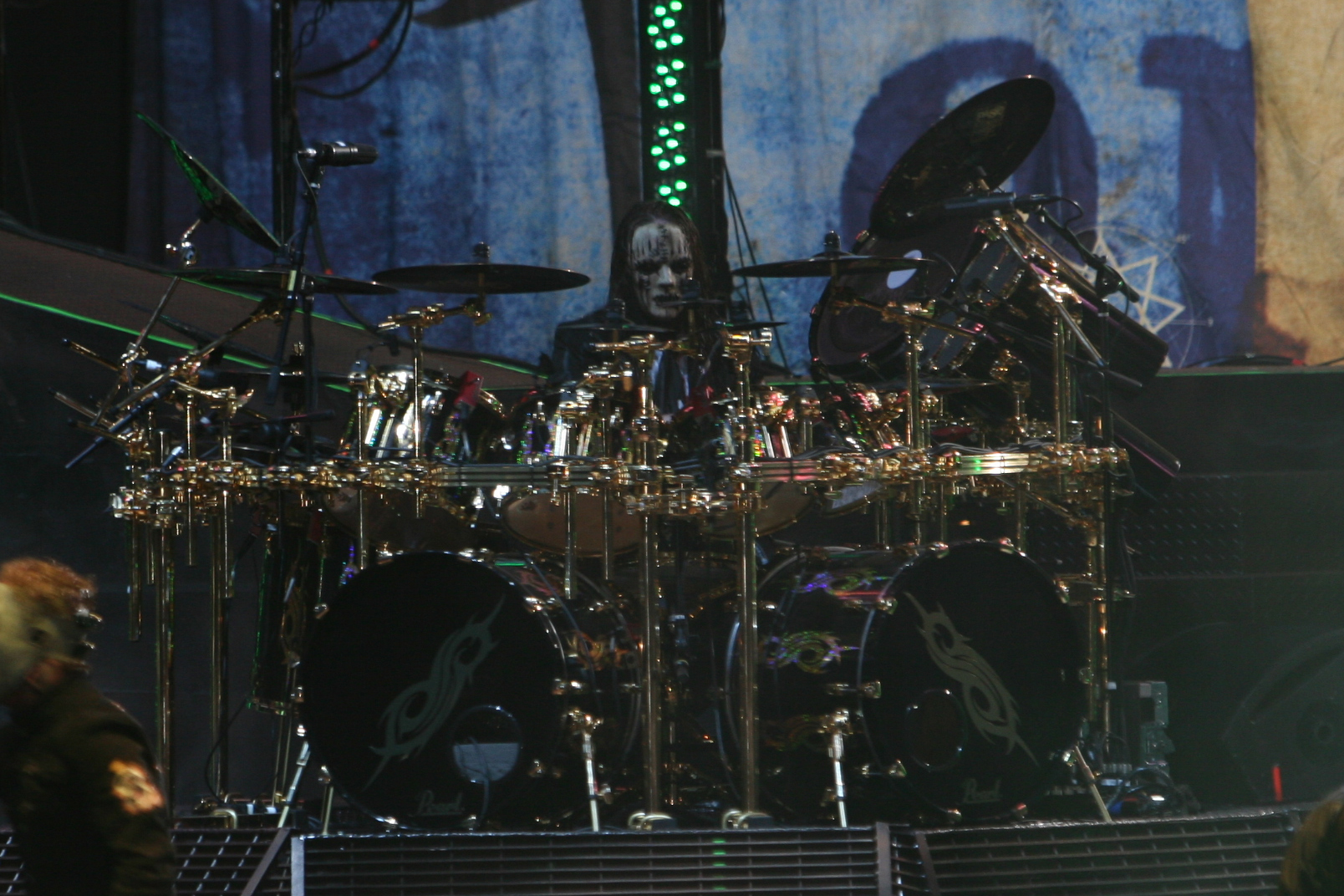
Joey Jordison au Mayhem Festival en 2008.

L'origine de ce masque provient d'un soir d'Halloween, en rentrant du cinéma où il avait justement vu le film Halloween :
« Ma mère était planquée dans un buisson. Je descends de la voiture, j'arrive devant la porte et la voilà qui saute hors de son buisson avec ce masque sur la tête. Elle m'a foutu la trouille de ma vie et j'ai bien cru que ma dernière heure avait sonné. »

##### (#1)
Joey Jordison correspond au numéro 1 dans le groupe Slipknot. Il prétendait l'avoir choisi car il devait toujours en faire plus que les autres, la batterie doit être entendue même quand les guitares ne jouent pas. Il aurait choisi le numéro 1 car il serait toujours le premier à être aux répétitions et à entrer sur scène.

##### Le logo
Joey Jordison est le créateur du S tribal ainsi que du logo de Slipknot. Il a choisi de mettre un K majuscule au logo en l'honneur du groupe Korn, dont il était grand fan.

##### Départ du groupe
Le 30 décembre 2013, Slipknot annonce le départ de Joey Jordison. Le 2 janvier 2014, Joey Jordison revendiquera sur sa page Facebook ne pas avoir quitté le groupe de son propre chef mais avoir été mis à la porte. Il a appris la nouvelle par un simple e-mail.
Le 13 juin 2016, lors de la cérémonie du Hammer Golden Gods Awards, Joey Jordison révèle que durant sa fin de carrière au sein de Slipknot, il fut atteint de myélite transverse, maladie grave atteignant la moelle épinière, qui lui fit perdre progressivement l'usage de ses jambes. Il ne parvenait plus à jouer et on devait l'aider à s'installer derrière son instrument. Les autres membres de Slipknot, tout comme le management du groupe, pensaient alors que Jordison, qui ne savait pas encore qu'il était malade, était complètement toxicomane et sous l'emprise de stupéfiants, ce qui aurait accéléré son éviction.
Il explique par la suite qu'il fut sorti d'affaire après un long traitement et une rééducation intensive. Il adresse un message d'espoir pour toutes les personnes atteintes de cette maladie expliquant qu'il est possible de la vaincre, étant lui-même guéri.

### Autres projets
Joey Jordison fait également partie du groupe Murderdolls, où il occupe le poste de guitariste.
Il fut batteur d'appoint pour des groupes tels que Metallica, Satyricon, Ministry ou Otep. Joey Jordison a de plus participé à la production de l'album Rio Grande Blood du groupe Ministry. Il est choisi par KoЯn pour assurer la batterie sur leur tournée de 2007 afin de pallier une pause prise par David Silveria. Il effectue également la partie de batterie de Suite Pee de System of a Down le 29 février 2012 à Melbourne en Australie, où il remplace le batteur John Dolmayan qui en profite pour se jeter dans la foule.
Il a également produit un disque de 3 Inches of Blood, groupe de metal canadien.
Jordison supervise en 2005 le projet Roadrunner United, album anniversaire des 25 ans du label de Slipknot, concrétisé sur scène par un concert d'anthologie à New York au Nokia Theater le 15 décembre 2005. Il apparaît dans un clip de Marilyn Manson, Tainted Love.
Depuis 2010, il est également le batteur de Rob Zombie jusqu'à l'arrivée de Kenneth "Kenny" Wilson la même année.
En 2013, il crée le groupe Scar the Martyr avec Jed Simon, guitariste de Strapping Young Lad, et Kris Norris, ex-guitariste de Darkest Hour. Scar the Martyr sortira son premier album fin 2013.
En 2016, il est de retour après une longue convalescence avec le groupe VIMIC, et le groupe Sinsaenum, projet de Frédéric Leclercq de DragonForce réunissant également Stéphane Buriez de Loudblast ou encore Attila Csihar du groupe Mayhem. Il participe notamment à l'enregistrement des deux albums de ce supergroupe.

### Mort et hommages
Joey Jordison meurt le 26 juillet 2021, à l'âge de 46 ans, dans son sommeil, des suites d'une maladie auto-immune. La nouvelle est annoncée par sa famille.
Sa disparition soulève aussitôt une vive émotion. Beaucoup de fans lui rendent hommage à travers le monde, mais aussi énormément de groupes et personnalités (entre autres Metallica, Morbid Angel, Trivium, Anthrax, ou encore Daron Malakian de System of a Down, Mike Portnoy de Dream Theater, Robb Flynn de Machine Head ou Dave Lombardo de Slayer).
Slipknot poste un carré noir en guise de photo de profil et de couverture sur son compte Facebook. Il en est de même pour le chanteur du groupe, Corey Taylor, et d'autres membres de Slipknot ou de Stone Sour, l'autre groupe de Corey Taylor.

Le 30 juillet, le groupe publie une vidéo intitulée Joey Jordison: 1975-2021 sur les réseaux sociaux, lui rendant hommage pendant plus de huit minutes au travers de différentes archives durant sa carrière avec Slipknot. C'est également la première communication officielle du groupe vis-à-vis de sa mort : 
« Nous sommes de tout cœur avec la famille et les proches de Joey en ce moment de grande perte. L'art, le talent et l'esprit de Joey Jordison ne pouvaient être contenus ou retenus. L'impact de Joey sur Slipknot, sur nos vies et sur la musique qu'il aimait est incalculable. Sans lui, il n'y aurait pas de nous. Nous pleurons sa perte avec toute la famille Slipknot. Nous t'aimons, Joey. »
Joey Jordison est inhumé au cimetière Highland Memory Gardens à Des Moines, dans l'Iowa.

## Équipement
Pearl Drums Reference Series couleur noire :
- 8"x7" Tom
- 10"x8" Tom
- 12"x9" Tom
- 14"x10" Tom
- 16"x16" Tom basse
- 18"x16" Tom basse
- 22"x18" Grosse caisse (x2)
- 20"x14" Gong drum
- 12"x6"  Quarter tom
- 15"x6"  Quarter tom
- 18"x6"  Quarter tom
- 21"x6"  Quarter tom
- Caisse claire Pearl Reference Series 14"x6.5"

Matériel Pearl
Double pédale Pearl Eliminator et Demon Drive.
Trigger : Ddrum pro acoustique (entre l'album de Slipknot All Hope is Gone jusqu'au groupe Scar the Martyr (Vimic) et depuis le groupe Sinsaenum des triggers Roland Rt30k, il utilise aussi un module de son Alesis Dm5
Peaux Remo Coated Controlled Sound (Caisse claire frappe) Remo Hazy Ambassador (caisse claire résonance),Remo Clear Emperor (Tom frappe) Remo Clear Ambassador (Tom résonance) et Remo Clear Powerstroke 3 (Grosse caisse frappe)
Remo Double Falam Slam
Baguettes Pro-Mark Joey Jordison Signature depuis All Hope is Gone, Ahead Joey Jordison signature pendant les 3 premiers albums de Slipknot.
Batterie custom Orange County Drums (OCDP) utilisée pour Slipknot et Iowa en acrylique ou érable :
- 14x5,5 ou 13x6,5 snare en acier utilisée lors de la tournée du premier album.
- 7x12 snare en érable pendant la tournée Iowa
- 14x14 tom floor utilisé sous son hi-hats à gauche de son set lors de la tournée du premier album
- 7x8 tom
- 8x10 tom
- 9x12 tom
- 16x16 tom floor
- 18x18 tom floor
- 20x22 Kick (x2 pour Iowa)

Entre Mate Feed Kill Reapet et Slipknot, incluant la tournée de celui-ci, il a joué avec les marques de cymbales Zildjian (Série A,Z,Fx et Z Custom) et aussi Sabian (Série AA et HH) car ce n'est que pendant Iowa que la marque Paiste l'a endorsé. Avant de se faire endorser par la marque de batterie OCDP, il avait joué sur une batterie Pearl Export en acajou de couleur verte et qui était montée sur un rack Pearl de couleur noir.
Cymbales Paiste Rude :
- 16" crash ride
- 14" hi-hats
- 10" splash
- 9" cloche Sabian radia cup bell
- 17" crash ride
- 18" crash ride
- 20" power ride
- 18" chinese
- 19" crash ride

Rack Tama (pendant Iowa) et Gibraltar Road série (pendant Slipknot), rack Pearl actuellement sur son set de batterie.
Pédales Iron Cobra power glide, une double pendant la démo et le premier album et deux simples pendant Iowa(avec les ressorts très tendus)
- et un ventilateur

Après Iowa, il changea sa batterie et Pearl le commandita. La nouvelle batterie est un mélange de deux kits et d'éléments custom :
- MMX Masters Series
- Diamond Burst/Emerald Fade all black hardware
- 22x18 bass drum x 2
- 8x7 tom
- 10x8 tom
- 12x9 tom
- 13x10 tom
- 14x12 tom
- 16x16 floor tom
- 18x16 floor tom
- 14x6.5 snare drum
- Joey Jordison Signature Snare drum 13x6.5
- Pearl Competitor FFX-style Marching snare drum 12x14

Pour plus d'informations, voir la partie hardware du site de Pearl.